# Eparina a basso peso molecolare
Le eparine a basso peso molecolare (LMWH dall' inglese Low-molecular-weight heparin) sono una classe di farmaci anticoagulanti. Sono utilizzati nella prevenzione di coaguli di sangue e nel trattamento della tromboembolia venosa (trombosi venosa profonda ed embolia polmonare) e nel trattamento dell'infarto miocardico.
L'eparina è un polisaccaride naturale che inibisce la coagulazione, il processo che porta alla trombosi. L'eparina naturale è costituita da catene molecolari di varie lunghezze o pesi molecolari. Catene di pesi molecolari variabili, da 5 000 a oltre 40 000 dalton, compongono eparina di grado farmaceutico polidisperso. Gli LMWH, al contrario, consistono solo di brevi catene di polisaccaridi. Le LMWH sono definite come sali di eparina con un peso molecolare medio inferiore a 8000 Da e per i quali almeno il 60% di tutte le catene ha un peso molecolare inferiore a 8000 Da. Questi sono ottenuti con vari metodi di frazionamento o depolimerizzazione dell'eparina polimerica.
L'eparina derivata da fonti naturali, principalmente intestino suino o polmone bovino, può essere somministrata terapeuticamente per prevenire la trombosi. Tuttavia, gli effetti dell'eparina naturale o non frazionata sono meno prevedibili rispetto alla LMWH.
Esempi di eparine a basso peso molecolare sono l'enoxaparina, la dalteparina, la reviparina e la nadroparina.

## Usi medici
Poiché può essere somministrato per via sottocutanea e non richiede il monitoraggio APTT, LMWH consente il trattamento ambulatoriale di condizioni come trombosi venosa profonda o embolia polmonare che in precedenza aveva richiesto il ricovero ospedaliero per la somministrazione di eparina non frazionata.
Poiché LMWH ha una farmacocinetica e un effetto anticoagulante più prevedibili, è raccomandato rispetto all'eparina non frazionata per i pazienti con embolia polmonare massiva, e per il trattamento iniziale della trombosi venosa profonda. Rispetto al placebo o nessun intervento, il trattamento profilattico di pazienti ospedalizzati che utilizzano LMWH e anticoagulanti simili riduce il rischio di tromboembolia venosa, in particolare l'embolia polmonare.
Più recentemente questi agenti sono stati valutati come anticoagulanti nell'intervento percutaneo (PCI) per la sindrome coronarica acuta (ACS).
L'uso di LMWH deve essere attentamente monitorato nei pazienti con peso estremo o nei pazienti con disfunzione renale. L'attività del fattore Xa può essere utile per monitorare l'anticoagulazione. Data la sua clearance renale, LMWH potrebbe non essere realizzabile in pazienti con malattia renale allo stadio terminale. LMWH può anche essere usato per mantenere la pervietà degli shunt nei pazienti in dialisi.
I pazienti con cancro hanno un rischio maggiore di tromboembolia venosa e gli LMWH sono usati per ridurre questo rischio. Lo studio CLOT, pubblicato nel 2003, ha dimostrato che, in pazienti con neoplasie e a rischio di tromboembolia acuta, la dalteparina si è dimostrata più efficace della warfarina nel ridurre il rischio di eventi embolici ricorrenti. L'uso di LMWH nei pazienti oncologici per almeno i primi 3-6 mesi di trattamento a lungo termine è raccomandato in numerose linee guida ed è ora considerato uno standard di cura.

## Controindicazioni
L'uso di LMWH deve essere evitato in pazienti con allergie note a LMWH, eparina, solfiti o alcol benzilico, in pazienti con sanguinamento maggiore attivo o pazienti con una storia di bassa conta piastrinica indotta da eparina (nota anche come trombocitopenia indotta da eparina o HIT). Alte dosi di trattamento sono controindicate in emorragie acute come emorragia cerebrale o gastrointestinale. Gli LMWH sono più dipendenti dalla funzione renale per la loro escrezione rispetto all'eparina non frazionata, quindi la loro emivita biologica può essere prolungata in pazienti con insufficienza renale e dovrebbe essere evitato il loro uso nel contesto di un tasso di clearance della creatinina (CrCl) <30 mL/min. Oltre a evitare il suo utilizzo, si potrebbe ridurre la dose e / o monitorare l'attività anti-Xa per monitorare i pazienti con insufficienza renale senza sintomi.
L'uso di eparina e LMWH a volte può essere complicato da una diminuzione della conta piastrinica, una complicazione nota come trombocitopenia indotta da eparina. Sono state descritte due forme:
- una forma clinicamente benigna, non immune e reversibile (Tipo I)
- una forma immuno-mediata più grave e più rara (Tipo II)

Il tipo HIT II è causato dalla formazione di autoanticorpi che riconoscono i complessi tra eparina e fattore piastrinico 4 (PF4) ed è quindi associato a un sostanziale rischio di complicanze trombotiche. L'incidenza è difficile da stimare ma può raggiungere fino al 5% dei pazienti trattati con UFH o circa l'1% con LMWH.

### Antidoto
Nelle situazioni cliniche in cui l'effetto antitrombotico degli LMWH deve essere neutralizzato, la protamina viene utilizzata per neutralizzare l'eparina legandosi a essa. Studi condotti su animali e in vitro hanno dimostrato che la protamina neutralizza l'attività antitrombinica degli LMWH, normalizzando i tempi di aPTT e trombina. Tuttavia, la protamina sembra neutralizzare solo parzialmente l'attività anti-fattore Xa di LMWH. Poiché il peso molecolare dell'eparina influisce sulla sua interazione con la protamina, è probabile che la mancanza di una completa neutralizzazione dell'anti-fattore Xa sia dovuta a un ridotto legame della protamina alle frazioni di LMWH nella preparazione. La protamina è un medicinale che richiede un alto livello di cautela quando utilizzato.

### Precauzioni
Gli studi sull'LMWH di solito hanno escluso soggetti dove la farmacocinetica era imprevedibile e, di conseguenza, i pazienti con rischi come l'obesità grave o nelle fasi avanzate di insufficienza renale mostrano benefici ridotti a causa dell'emivita frazionata dell'eparina. Gli LMWH devono essere usati con estrema cautela nei pazienti sottoposti a qualsiasi procedura che coinvolge anestesia/puntura spinale, in condizioni con aumentato rischio di sanguinamento o in pazienti con anamnesi di trombocitopenia indotta da eparina.

## Farmacologia

### Meccanismo d'azione
La cascata della coagulazione è un normale processo fisiologico che mira a prevenire significative perdite ematiche o emorragie a seguito di lesioni vascolari. Sfortunatamente, ci sono momenti in cui si formerà un coagulo di sangue (trombo) quando non è necessario. Ad esempio, alcune condizioni ad alto rischio come l'immobilizzazione prolungata, la chirurgia o il cancro possono aumentare il rischio di sviluppare un coagulo di sangue che può potenzialmente portare a conseguenze significative.
La cascata della coagulazione consiste in una serie di passaggi in cui una proteasi si divide e successivamente attiva la proteasi successiva nella sequenza. Poiché ogni proteasi può attivare diverse molecole della successiva serie di proteasi, questa cascata biologica viene amplificata. Il risultato finale di queste reazioni è convertire il fibrinogeno, una proteina solubile, in fili insolubili di fibrina. Insieme alle piastrine, la fibrina forma un coagulo di sangue stabile.
L'antitrombina (AT), un inibitore della serina proteasi, è il principale inibitore plasmatico delle proteasi della coagulazione. Gli LMWH inibiscono il processo di coagulazione legandosi all'AT tramite una sequenza pentasaccaridica. Questo legame porta a un cambiamento conformazionale di AT che accelera la sua inibizione del fattore X attivato (fattore Xa). Una volta dissociato, l'LMWH è libero di legarsi a un'altra molecola di antitrombina e successivamente inibisce il fattore X più attivato. A differenza dell'AT attivato dall'eparina, l'AT attivato dall'LMWH non può inibire la trombina (fattore IIa), ma può solo inibire il fattore di coagulazione Xa.
Gli LMWH hanno una potenza superiore a 70 unità/mg di attività anti-fattore Xa e un rapporto tra attività anti-fattore Xa e attività anti-trombina> 1,5. (vedi tabella)
| LMWH        | Peso molecolare medio | Rapporto attività anti-Xa / anti-IIa |
| ----------- | --------------------- | ------------------------------------ |
| Bemiparina  | 3 600                 | 8,0                                  |
| Nadroparina | 4 300                 | 3,3                                  |
| Reviparina  | 4 400                 | 4,2                                  |
| Enoxaparina | 4 500                 | 3,9                                  |
| Parnaparina | 5 000                 | 2,3                                  |
| Certoparina | 5 400                 | 2,4                                  |
| Dalteparina | 5 000                 | 2,5                                  |
| Tinzaparina | 6 500                 | 1,6                                  |

### Farmacocinetica
Hanno proprietà farmacocinetiche diverse dall'eparina non frazionata perché vengono somministrate per via sottocutanea, hanno una minore affinità per le proteine plasmatiche, emivita più lunga e vengono eliminate per via renale. Agiscono accelerando l'interazione dell'antitrombina (ATIII) con il fattore Xa (10a).

### Vantaggi
Hanno migliore disponibilità, somministrazione 1-2 volte al giorno, migliore risposta anticoagulante. Vengono utilizzate per profilassi TVP (trombosi venosa profonda), nella chirurgia generale e in quella ortopedica.